# Beyrie-sur-Joyeuse
Beyrie-sur-Joyeuse (en francés y oficialmente; en euskera Bithiriña) es una pequeña localidad y comuna francesa, situada en el departamento de Pirineos Atlánticos, en la región de Aquitania. Pertenece al territorio histórico vascofrancés de Baja Navarra y al Pays de Mixe. Se encuentra atravesada por el río Joyeuse, afluente del Bidouze.
Administrativamente también depende del Distrito de Bayona y del Cantón de País de Bidache, Amikuze y Ostibarre.

## Heráldica
Cuartelado: 1.º y 4.º, en campo de gules, un águila exployada de oro, y 2.º y 3.º, en campo de plata, un león rampante, de azur.

## Demografía
| Gráfica de evolución demográfica de Beyrie-sur-Joyeuse entre 1800 y 2012 |
|                                                                          |

Fuentes: Ldh/EHESS/Cassini e INSEE.